# Frampas
Frampas é uma comuna francesa na região administrativa de Grande Leste, no departamento de Haute-Marne. Estende-se por uma área de 10,22 km². Em 2010 a comuna tinha 161 habitantes (densidade: 15,8 hab./km²).